# Agathiphaga
Sous-ordre
Super-famille
Famille
Genre
Agathiphaga est un genre de lépidoptères qui regroupe deux espèces, l'une originaire des îles Fidji et l'autre d'Australie. 
C'est l'unique genre de la famille des Agathiphagidae, de la super-famille des Agathiphagoidea et du sous-ordre des Aglossata.

## Liste des espèces
- Agathiphaga queenslandensis Dumbleton, 1952 (Australie)
- Agathiphaga vitiensis Dumbleton, 1952 (îles Fidji)

## Caractéristiques
Les deux espèces d'Agathiphaga constituent l'un des groupes de papillons les plus primitifs, encore dépourvus de véritables trompes. Les chenilles croissent sur les bourgeons de conifères du genre Agathis.
Dans certaines anciennes classifications, ces espèces sont placées dans la famille des Eriocraniidae.